# Play Fair Code
Unter Play Fair Code tritt der österreichische Verein zur Wahrung der Integrität im Sport (VWIS) nach außen auf. Der Verein hat das Ziel, durch Prävention und Bewusstseinsbildung Sportwettbewerbe ohne Spielmanipulation und Wettbetrug zu erreichen.

## Gründung
Der Play Fair Code wurde 2012 auf Initiative des Sportministeriums (BMKÖS), des Österreichischen Fußball-Bundes und der Österreichischen Fußball-Bundesliga gegründet. Der Verein ist als Non-Profit-Organisation konstituiert.

## Aufgaben
Kernaufgabe des Vereins ist Durchführung von Präventionsschulungen bei Athleten, Schiedsrichtern, Vereins- und Verbandsfunktionären. Seit seiner Gründung hat der Play Fair Code mit seinen Schulungen ca. 18.000 (Stand 2020) Personen in verschiedene Sportdisziplinen (Basketball, Eishockey, Fußball, Handball, Ski, Tennis und Volleyball) erreicht. So wurden 2018 alle Vereine der beiden höchsten österreichischen Fußballligen und erstmals alle Vereine der beiden höchsten österreichischen Basketballligen geschult. Im Auftrag der UEFA schult der Play Fair Code laufend europäische Nachwuchs-Fußballnationalmannschaften im Rahmen von in Österreich stattfindenden Qualifikationsturnieren.
Zur anonymen Meldung von Wahrnehmungen bzw. zur Beratung von betroffenen Personen unterhält der Verein eine rund um die Uhr per Telefon oder E-Mail erreichbare Ombudsstelle.
Laut seinen Statuten bezweckt der Play Fair Code die Prävention von Manipulation im Sport, die Schaffung von breitem, gesellschaftlichem Bewusstsein für integren und fairen Sport, die Schaffung von Verantwortungsbewusstsein bei allen Akteuren im gesamten Profi- und Amateursportbereich, die Förderung und Durchführung von Information, Aufklärung, Schulung und Beratung über integren Sport in der Öffentlichkeit und in der Wirtschaft, die Vertretung der Anliegen für integren Sport in Kooperation mit nationalen und internationalen Sportorganisationen, Sportverbänden, Sportwettenanbietern, sonstigen Sportplattformen sowie weiteren fachspezifischen Organisationen, die Erstellung von Studien und Gutachten zum Thema integrer Sport und die Kooperation mit Behörden und der öffentlichen Verwaltung.

## Struktur

### Ordentliche Mitglieder
Die ordentlichen Mitglieder sind jene, die sich voll an der Vereinsarbeit des Play Fair Code beteiligen:
- Bundesministerium Kunst, Kultur, öffentlicher Dienst und Sport (BMKÖS)
- Österreichischer Fußball-Bund (ÖFB)
- Österreichische Fußball-Bundesliga (OEFBL)
- Österreichischer Skiverband (ÖSV)
- ICE Hockey League (ICE)
- Basketball Austria
- Österreichischer Tennisverband (ÖTV)
- Handball Austria
- Österreichischer Volleyballverband (ÖVV)
- Österreichischer Tischtennis Verband (ÖTTV)
- Österreichischer Eishockey Verband (ÖEHV)

### Außerordentliche Mitglieder
Weitere Mitglieder und Partner im Netzwerk des Play Fair Code sind:
- Sport Austria - Österreichische Bundes-Sportorganisation (BSO)
- Österreichische Lotterien
- Österreichisches Olympische Comité (ÖOC)
- Österreichischer Sportwettenverband (OSWV)[3]
- Österreichische Vereinigung für Wetten und Glückspiel (OVWG)

### Wettanbieter
- Admiral
- tipp3
- Cashpoint
- bwin
- bet-at-home
- Interwetten
- win2day
- HAPPYBET

### Vorstand und Beirat
Der Play Fair Code wird von einem ehrenamtlichen Vorstand unter Vorsitz von Friedrich Stickler geleitet. Von 2012 bis 2022 war Günter Kaltenbrunner Präsident des Play Fair Code. Zu Konsultationen in Fachfragen ist ein ehrenamtlicher Beirat unter Vorsitz von Alfred Ludwig berufen.

## Weitere Schwerpunkte
Neben den genannten Aufgaben verfolgt der Play Fair Code weitere Themen:

### Nationale Plattform
Am 2. Juni 2016 fand im Rahmen der internationalen EPAS-Konferenz in Wien die Unterzeichnung des Übereinkommens des Europarats über die Manipulation von Sportwettbewerben (Council of Europe Convention on the Manipulation of Sports Competitions) durch den damaligen Bundesminister für Sport Hans Peter Doskozil statt, nachdem im Jänner 2016 die Unterfertigung der Konvention seitens Österreich im Ministerrat beschlossen wurde. Ziel des Übereinkommens über die Manipulation von Sportwettbewerben ist es, Wettbetrug im Sport zu verhindern, aufzudecken und zu sanktionieren sowie bewusstseinsbildende Maßnahmen und Schulungen für Sportlerinnen und Sportler weiter auszubauen.
Mit der Unterzeichnung der Konvention wurde das Fundament für die Einrichtung und Ausgestaltung einer „Nationalen Plattform“ in Österreich geschaffen. Damit soll national die Zusammenarbeit zwischen den Sportverbänden und den verantwortlichen Behörden forciert werden. Auch die Ermittlungs- und Justizbehörden sollen stärker vernetzt und die internationale Koordination im Kampf gegen Match-Fixing weiter verbessert werden.

### Internationale Expertise
Der Play Fair Code ist bzw. war auf internationaler Ebene in mehreren Bereichen präsent:
- Als vom Sportministerium nominiertes Mitglied in der EU Expert Group Match-Fixing.
- Als Kooperationspartner diverser Erasmus+ geförderter EU-Projekte (unter anderen): „European Rookie Cup“, „Fix the Fixing“, „Anti Match-Fixing Top Training“ und „Against Match Fixing“.
- Als Expertenpartner bei der IOC Expertengruppe „Spielmanipulation“, bei INTERPOL Vorträgen bzw. Workshops und bei UEFA bzw. IIHF Turnieren etc.

## Auszeichnungen
Der Play Fair Code wurde 2014 in Riga für seine Aktivitäten vom European Fair Play Movement mit dem European Fair Play Diploma 2014 ausgezeichnet.